# Пізньоцвітові
Пізньоцвітові (Colchicaceae) — родина однодольних рослин, що складається з 200 до 225 видів розподілених майже в усьому світі від помірних регіонів до тропіків.

## Опис
Стебло пряме або сланке чи витке, просте або розгалужене, іноді майже відсутнє. Ці багаторічні трави, можуть мати не мати приповерхневої агрегації листя. Є бульбоцибулини (Colchicum) або подовжений тип бульбоцибулини або повзучі кореневища (Gloriosa). Листки чергові, прості, як правило, спіральні, розташовані вздовж стебла або в прикореневій розетці, з паралельним жилкуванням. Прилистників немає. Листки цілі, лінійні або ланцетні. Квітки можуть бути поодинокі або бути розташовані в різних типах суцвіття, прикінцеві або пахвові. Плід: капсула. Насіння більш-менш кулясте, коричневе або червоне.

## Поширення та екологія
Розподілені від помірних до тропічних регіонів Америки, Африки, Європи та Азії, Австралії та Нової Зеландії. Полюбляє середземноморський клімат — сезонний клімат з зимовими дощами.
Ефектні квіти запилюються комахами (різні бджоли, оси, мухи, молі й метелики). Насіння часто не показує очевидного пристосування для поширення, деякі арильні або утворюють арильного типу структури і можуть бути поширені мурахами і птахами.

## Використання людиною
Два роди особливо добре відомі в садівництві, а саме Colchicum і Gloriosa. Однак також Androcymbium, Baeometra, Littonia, Sandersonia і Uvularia іноді вирощують, переважно в теплицях, але також на відкритому повітрі в підходящих кліматичних умовах. Високотоксичні алкалоїди більшості родів викликають значні втрати худоби, але також їх використовують у медицині, фармакології та біологічних лабораторіях. Промисловий попит зростає в останні роки, як на дикі, так і культурні види родів Colchicum, Iphigenia, Gloriosa. Бульбоцибулини Gloriosa та Iphigenia локально використовують у лікувальних цілях, але також для самогубства і вбивства.

## Галерея

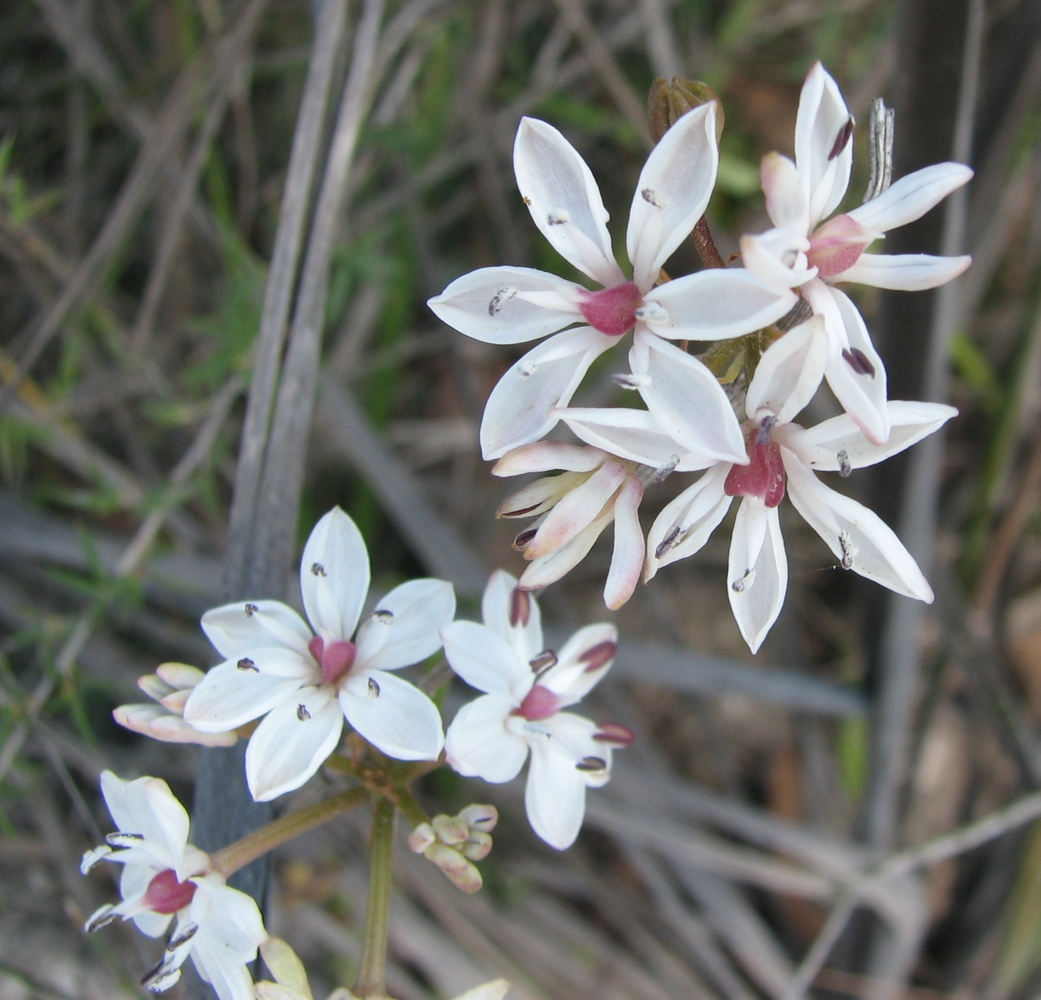
Burchardia umbellata
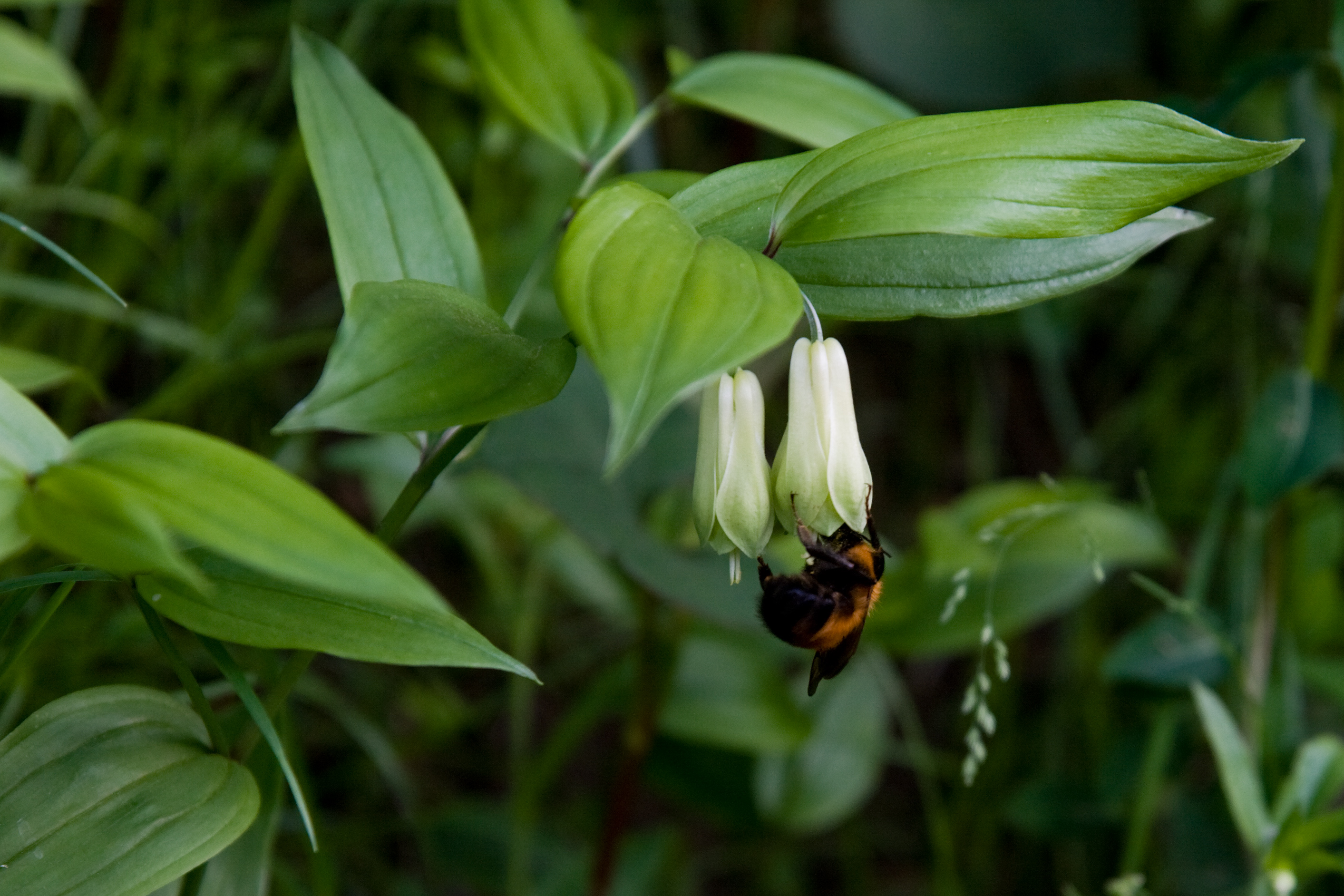
Disporum sessile
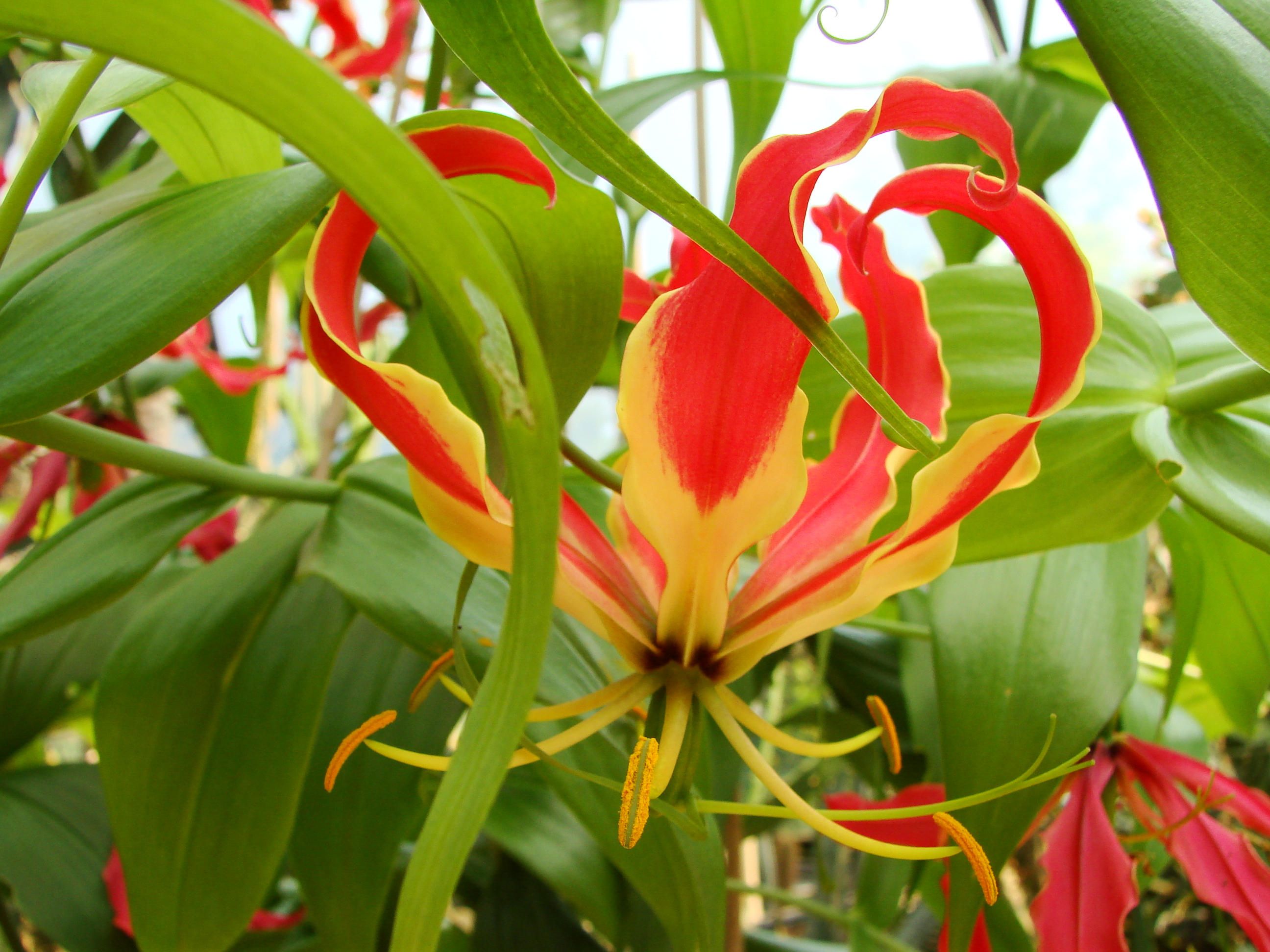
Gloriosa superba
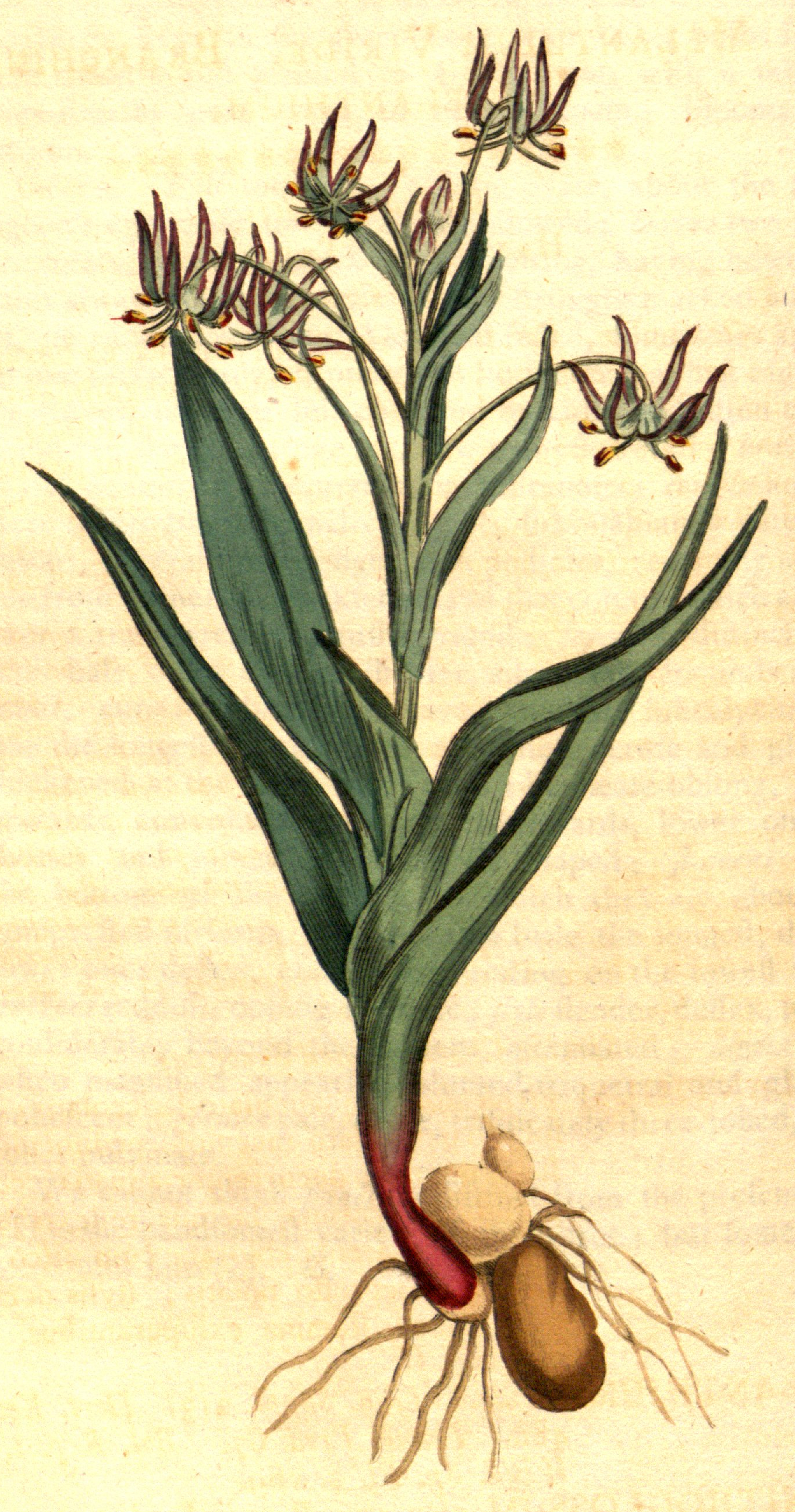
Ornithoglossum viride
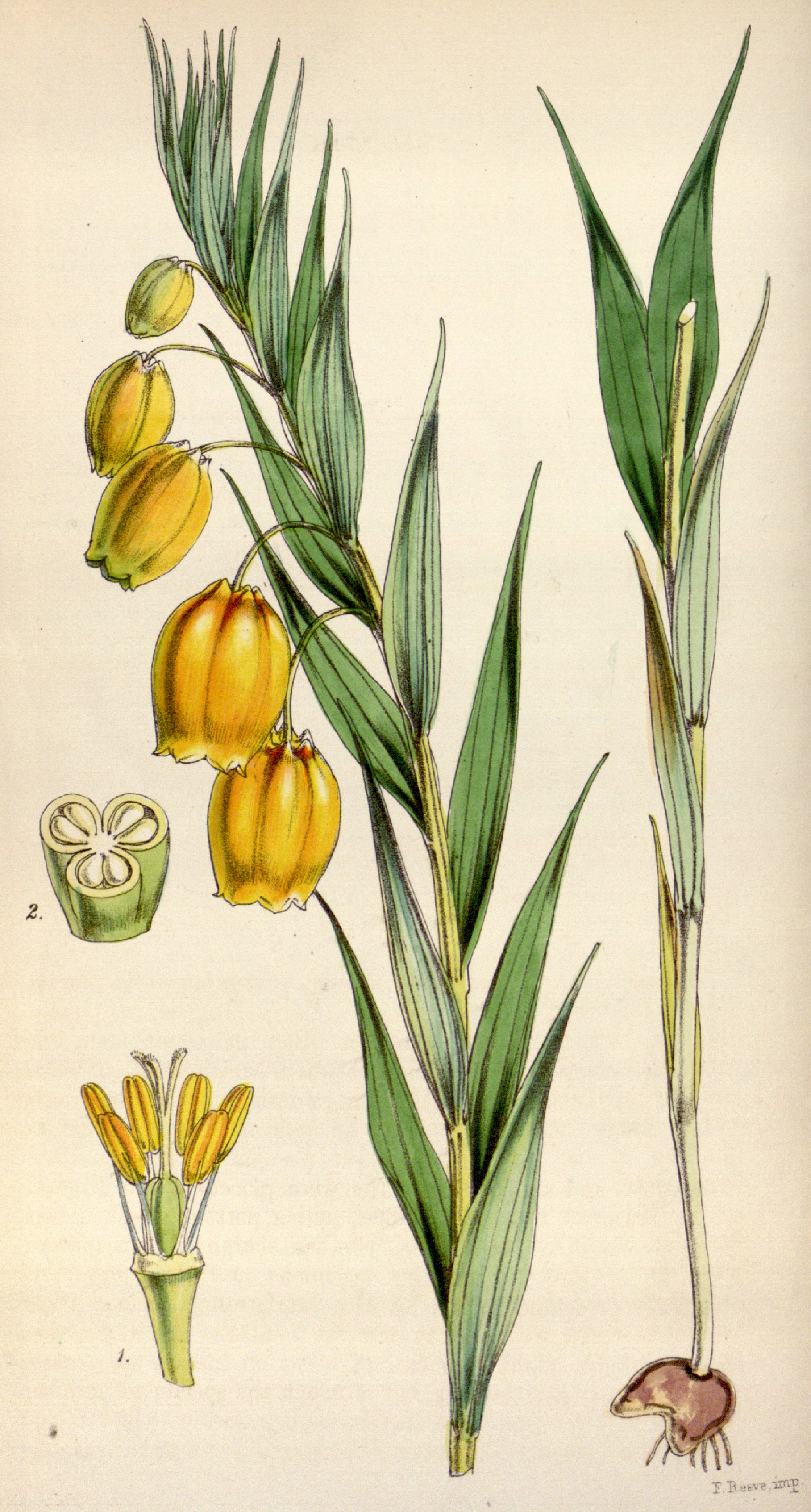
Sandersonia aurantiaca
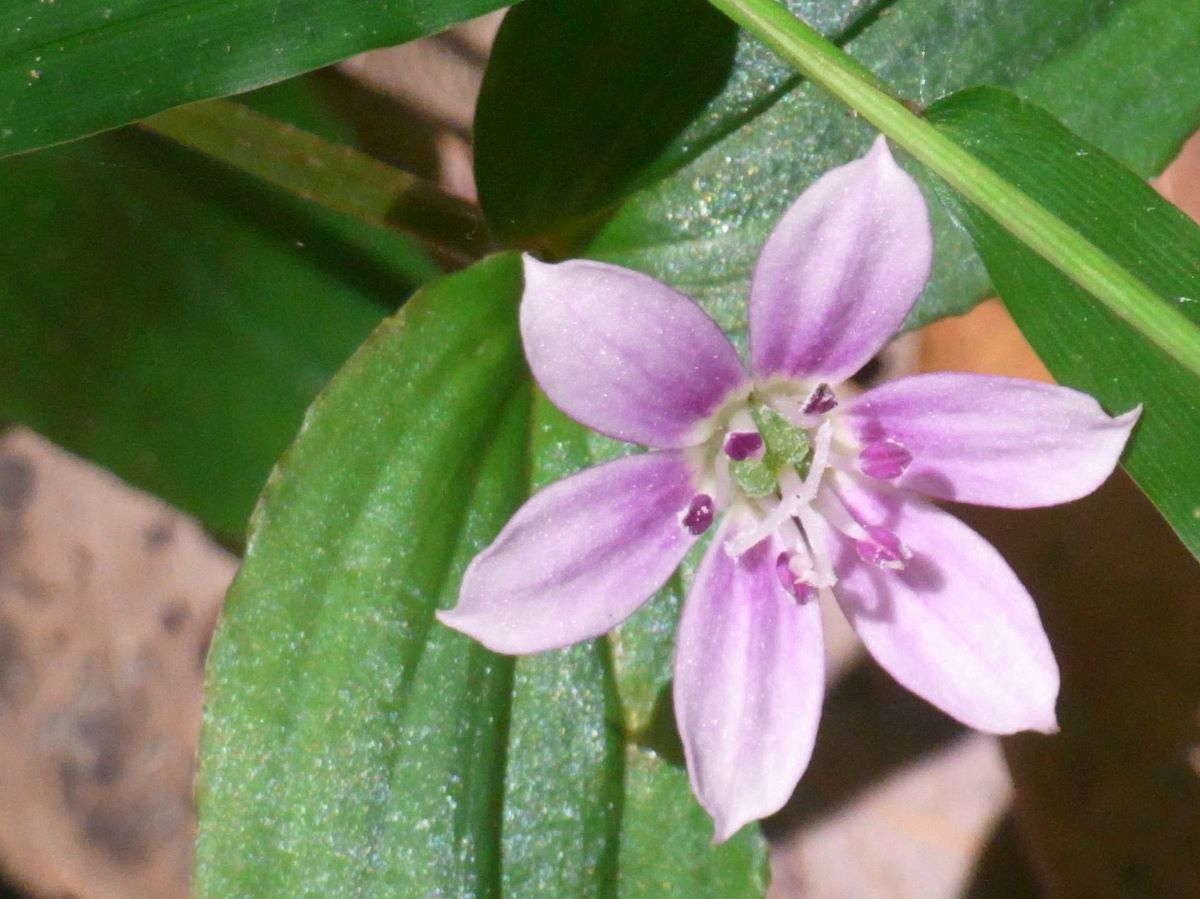
Schelhammera undulata
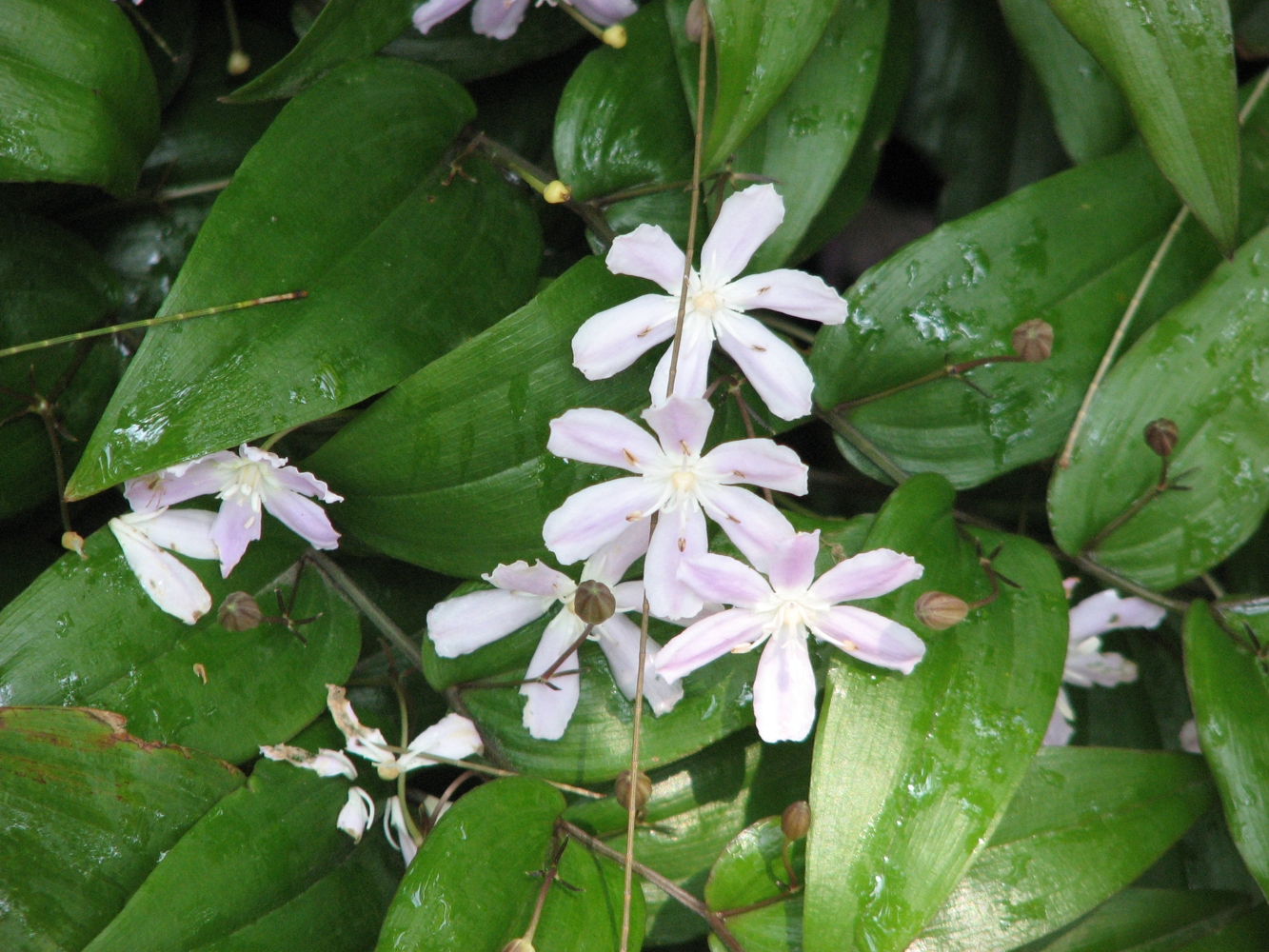
Tripladenia cunninghamii
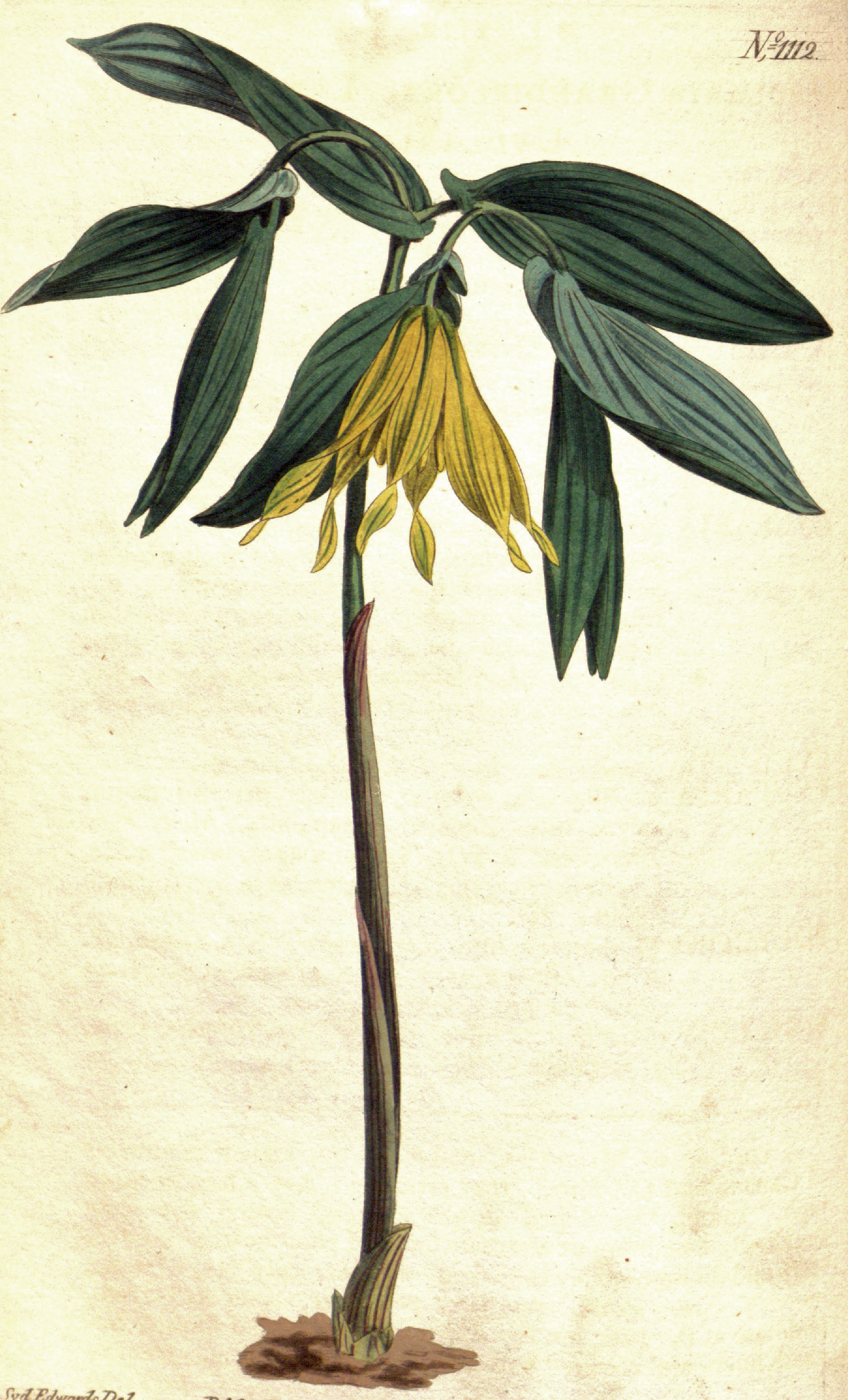
Uvularia grandiflora
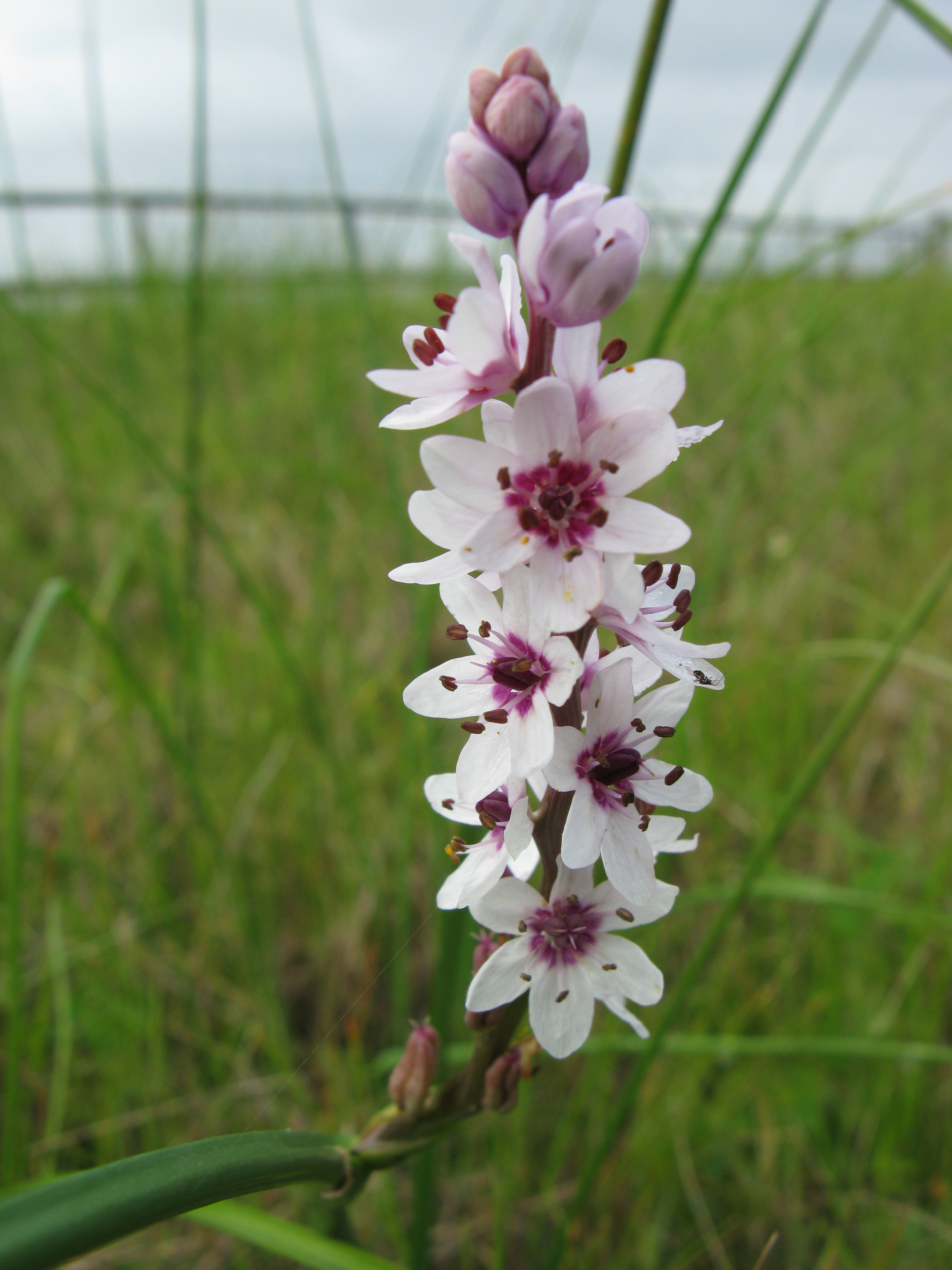
Wurmbea stricta